# Станционная улица (Королёв)
Станцио́нная у́лица — улица в микрорайоне Болшево города Королёв.

## Трасса
Станционная улица начинается от станции Болшево и заканчивается у улицы Советской.

## Транспорт
Автобусы:
- 12: ст. Подлипки — Лесная школа — ст. Болшево [2]
- 14: ст. Болшево — Красная Новь [3]
- 15: ст. Подлипки — Городок 3 — ст. Болшево — Гипермаркет Глобус [4]
- 26: ст. Болшево — Невзорово (сезонный) [5]
- 31: Лесные Поляны — ст. Болшево — ст. Подлипки [6]
- 499: ст. Болшево — Городок 3 — Москва ( ВДНХ) [7]

Маршрутные такси:
- 8: пл. Валентиновка — ул. Гражданская — ст. Болшево — ст. Подлипки [8]
- 11: ст. Болшево — дом отдыха «Болшево [9]
- 13: ст. Подлипки — Лесная школа — ст. ́Болшево — ст. Подлипки [10]
- 44к: ул. Силикатная — ст. Болшево — Лесные Поляны — ст. Пушкино [11].

## Организации

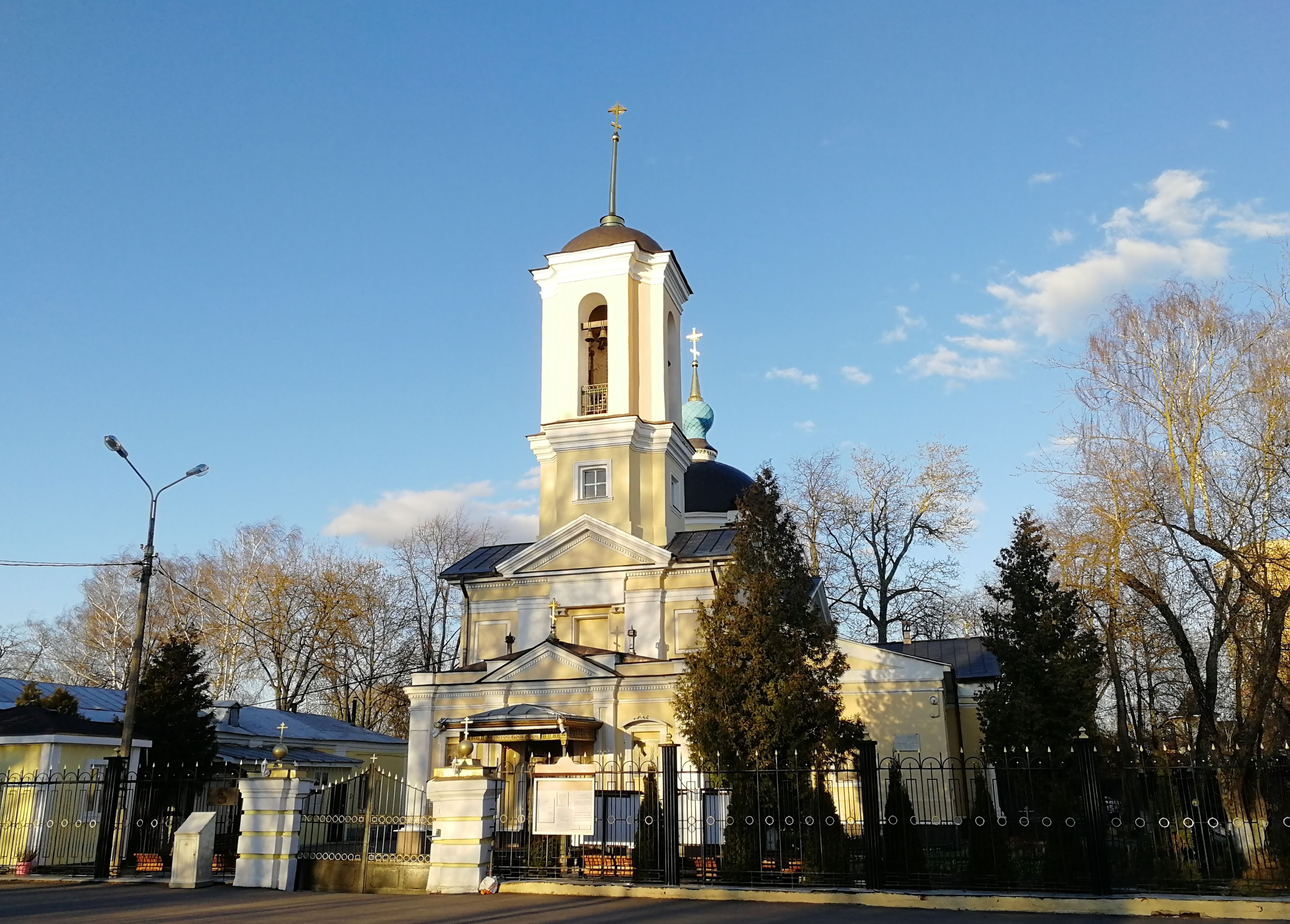
Церковь Косьмы и Дамиана

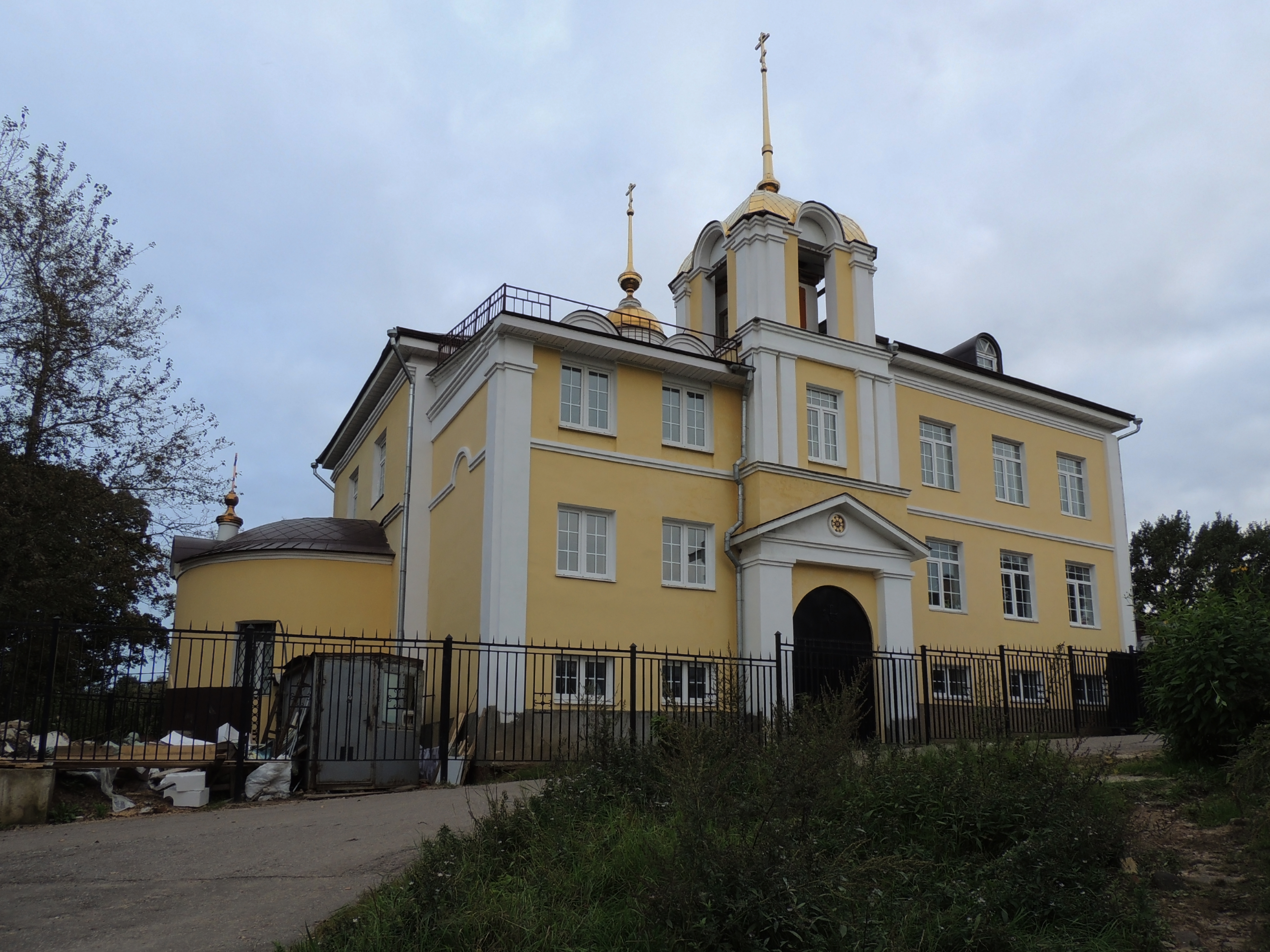
Церковь Преображения Господня (дом 45А)

- дом 1: Салон красоты «Бархат», Арт-салон «Ясмина»
- дом 13: Здание Болшевской аптеки, XIX в. (снесено в 90-х годах XX века)
- дом 20/1: Ветеринарная клиника «Унивет»
- дом 25: Кафе-бар «Ретро»
- дом 30: Детский сад №8
- дом 33: Семейная поликлиника №4
- дом 39: Сетевой детский сад «Учёнкин»
- дом 43: Церковь бессребреников Косьмы и Дамиана
- дом 56: Королёвское ГОРПО